# René Stackler
René (Marie Gustave Georges) Stackler (né le 10 janvier 1900 à Rouen, mort le 27 juillet 1984 à Saint-Aubin-Épinay) est maire de Rouen au cours de la Seconde Guerre mondiale.

## Biographie
Premier enfant de Gustave Stackler, manufacturier et maire de Saint-Aubin-Épinay, il lui succède à ce poste en 1926 et devient ainsi le plus jeune maire de France. Réélu à chaque fois avec une grande majorité, il le demeure jusqu'à la guerre. Il est l'arrière-petit-fils de Jean-Baptiste Curmer, maire de Rouen en 1815.
Avoué à la cour d'appel de Rouen depuis 1927, il est domicilié 28 rue de Crosne à Rouen. Mobilisé comme lieutenant au 239e régiment d'infanterie, il est fait prisonnier sur le front de la Meuse en mai 1940. Il se retrouve à l'Oflag IV où il tombe malade. Rapatrié à la fin de l'année 1940, et après un séjour à l'hôpital de Toulouse, il reprend ses fonctions de maire de Saint-Aubin-Épinay.
Il est nommé maire de Rouen le 1er juin 1943,,, succédant ainsi à Maurice Poissant, arrêté par les Allemands ; il le reste jusqu'au 30 août 1944. Il a du respect et de la sympathie pour la Résistance, et est nommé pour cela chevalier de la Légion d'honneur après la guerre.
Jean Germain, commissaire du pouvoir, lui remet la Francisque le 25 octobre 1943.

## Distinctions
- Ordre de la Francisque (1943)[7],[8]
- Chevalier de la Légion d'honneur